# Рубенян, Арутик Артушевич
Арутик (Аристидис) Артушевич Рубенян (греч. Αριστίδης Ρουμπενιαν; род. 5 июня 1966, Целиноград) — советский и греческий борец греко-римского стиля, чемпион СССР (1988), многократный чемпион Греции (1993–1997), двукратный призёр чемпионатов Европы (1988, 1994), обладатель Кубка мира (1990), участник Олимпийских игр (1996). Мастер спорта СССР международного класса (1985).

## Биография
Арутик Рубенян родился 5 июля 1966 года в Целинограде. В 1969 году вместе с семьёй переехал в Ленинакан, где в возрасте 9 лет начал заниматься греко-римской борьбой под руководством Арама Саркисяна. В 1984 году был чемпионом Европы среди юношей, а в 1985 году — чемпионом мира среди юниоров. В 1988 году выиграл чемпионат СССР среди взрослых, после чего вошёл в национальную сборную СССР. В её составе становился бронзовым призёром чемпионата Европы (1988) и обладателем Кубка мира (1990). В 1989 и 1990 годах становился бронзовым призёром чемпионатов СССР.
В 1992 году переехал в Грецию и в дальнейшем выступал за эту страну под именем Аристидис Рубенян. В 1994 году завоевал серебряную медаль чемпионата Европы, в 1996 году участвовал в Олимпийских играх в Атланте, в 1997 году был бронзовым призёром Средиземноморских игр. 
С 2000 года занимается тренерской деятельностью. В 2000–2009 годах (с небольшим перерывом) был одним из тренеров сборной Греции, подготовил призёра чемпионата Европы и Олимпийских игр Артёма Кюрегяна. С февраля 2012 года работает тренером в борцовском клубе «Македонес эвосмоc» из города Салоники. 